# See the Day (singel Hypetraxx)
See the Day – piąty singel niemieckiego zespołu Hypetraxx, który został wydany w 2000 roku. Został umieszczony na albumie Tales from the Darkside.

## Lista utworów
- CD maxi–singel (5 września 2000)[1]

1. „See rhe Day” (Video Mix) – 2:51
2. „See rhe Day” (Airplay Mix) – 2:57
3. „See rhe Day” (Sean Dexter Daylight Edit) – 5:22
4. „See rhe Day” (Extended Mix) – 8:14
5. „See rhe Day” (Edit) – 4:48
6. „See rhe Day” (Non Vocal) – 8:14
7. „See rhe Day” (Sean Dexter Daylight Remix) – 7:33

## Notowania na listach sprzedaży
| Kraj       | Lista (2000/2001) | Najwyższa pozycja |
| ---------- | ----------------- | ----------------- |
| Niemcy     | Top 100 Singles   | 24                |
| Austria    | Singles Top 40    | 29                |
| Szwecja    | Top 60 Singles    | 44                |
| Szwajcaria | Singles Top 100   | 84                |